# تشاه قهرماني (يونسي)
تشاه قهرماني (بالإنجليزية: Chah-e Qahrmani)‏ هي مستوطنة تقع في إيران في قسم يونسي الريفي.